# Aglaodiaptomus spatulocrenatus
Aglaodiaptomus spatulocrenatus är en kräftdjursart som först beskrevs av Arthur Sperry Pearse 1906.  Aglaodiaptomus spatulocrenatus ingår i släktet Aglaodiaptomus och familjen Diaptomidae. Inga underarter finns listade i Catalogue of Life.